# Ordine al merito del Congo
L'Ordine al merito del Congo è un ordine cavalleresco della Repubblica del Congo.

## Storia
L'Ordine al merito del Congo era la più alta onorificenza del Congo e venne creata nel 1959. All'inizio l'ordine disponeva solo di tre gradi (cavaliere, ufficiale, commendatore), ampliati poi con l'istituzione della gran croce e del collare per i capi di Stato. Quando il Congo Francese raggiunse l'indipendenza il 15 agosto 1960 l'onorificenza passò alla Repubblica del Congo.

## Classi
L'ordine è suddiviso nelle seguenti classi di benemerenza:
- Collare
- Cavaliere gran croce
- Grand'ufficiale
- Commendatore
- Ufficiale
- Cavaliere

## Insegne
- La placca di gran commendatore è costituita da una stella raggiante in oro. Al centro si trova una croce maltese a otto braccia biforcate smaltata di rosso avente in centro un medaglione dorato con impresso un sole raggiante con volto. Attorno alla decorazione centrale si trova un anello smaltato di nero con inciso in oro la denominazione MERIT CONGOLAIS accompagnato da una greca zigzagata.
- La placca di grand'ufficiale è costituita da una stella raggiante in argento. Al centro si trova una croce maltese a otto braccia biforcate smaltata di rosso avente in centro un medaglione dorato con impresso un sole raggiante con volto. Attorno alla decorazione centrale si trova un anello smaltato di nero con inciso in oro la denominazione MERIT CONGOLAIS accompagnato da una greca zigzagata.
- La medaglia dell'ordine consiste in una croce maltese a otto braccia biforcate smaltata di rosso avente in centro un medaglione dorato con impresso un sole raggiante con volto. Attorno alla decorazione centrale si trova un anello smaltato di nero con inciso in oro la denominazione MERIT CONGOLAIS accompagnato da una greca zigzagata.
- Il nastro è rosso con una striscia nera al centro.

## Insigniti notabili
- Hailé Selassié